# Ramsen, Småland
Ramsen är en sjö i Hultsfreds kommun i Småland och ingår i Emåns huvudavrinningsområde. Sjön är 23,5 meter djup, har en yta på 0,647 kvadratkilometer och befinner sig 158,1 meter över havet. Sjön avvattnas av vattendraget Ramsebäcken. Vid provfiske har bland annat abborre, gädda, lake och mört fångats i sjön.

## Delavrinningsområde
Ramsen ingår i det delavrinningsområde (637057-148200) som SMHI kallar för Utloppet av Ramsen. Medelhöjden är 195 meter över havet och ytan är 15,44 kvadratkilometer. Det finns inga delavrinningsområden uppströms utan avrinningsområdet är högsta punkten. Ramsebäcken som avvattnar avrinningsområdet har biflödesordning 3, vilket innebär att vattnet flödar genom totalt 3 vattendrag innan det når havet efter 128 kilometer. Delavrinningsområdet består mestadels av skog (84 procent). Avrinningsområdet har 0,65 kvadratkilometer vattenytor vilket ger det en sjöprocent på 4,2 procent. Bebyggelsen i området täcker en yta av 0,11 kvadratkilometer eller 1 procent av avrinningsområdet.

## Fisk
Vid provfiske har följande fisk fångats i sjön:
- Abborre
- Gädda
- Lake
- Mört
- Sarv
- Siklöja
- Sutare